# Jennison Heaton
Jennison Heaton (New Haven, 16 april 1904 - Burlingame, 6 augustus 1971) is een voormalig Amerikaans bobsleeër en skeletonracer.

## Carrière
Op de Olympische Winterspelen van 1928 won hij twee medailles, de gouden medaille bij het skeleton en de zilveren medaille hij het bobsleeën met de 5-mansbob.

## Resultaten

### Olympische Winterspelen

#### Skeleton
| Jaar | Plaats                   | Resultaten |
| ---- | ------------------------ | ---------- |
| 1928 | Sankt Moritz Zwitserland | mannen     |

#### Bobsleeën
| Jaar | Plaats                   | Resultaten |
| ---- | ------------------------ | ---------- |
| 1928 | Sankt Moritz Zwitserland | 5-mans bob |